# Л. Тейлор Гансен

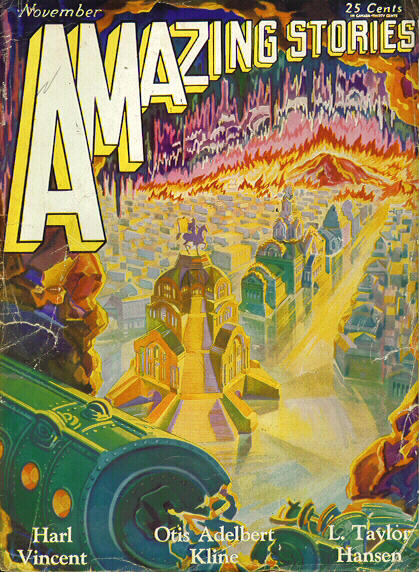
«Підводна труба» Гансен, її перше опубліковане оповідання, потрапило на обкладинку журналу Amazing Stories у листопаді 1929 року.

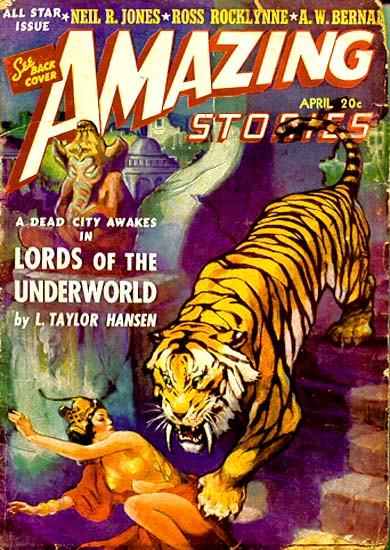
Новела Гансен «Володарі підземного світу» була обкладинкою квітневого номеру Amazing Stories за 1941 рік.

Люсіль Тейлор Гансен (30 листопада 1897 — травень 1976) — американська письменниця науково-фантастичних і науково-популярних статей і книг, яка на початку своєї кар'єри писала під іменем чоловіка. Вона є авторкою восьми оповідань, майже шістдесяти публіцистичних статей, що популяризують антропологію та геологію, і трьох науково-популярних книг.

## Раннє життя
Автобіографічна замальовка Гансен починається з її спогадів про перебування з батьками в покинутому форті після «індіанських війн». У 1919 році, як вона пише, її посвятили в плем'я оджибве після того, як вона запропонувала племені не вбивати лікаря агентства, а натомість протестувати проти його призначення вашингтонським адміністраторам. Потім вона бере участь у проєкті, що триває все життя, вивчаючи індіанські легенди.
Вона відвідувала заняття в Каліфорнійському університеті в Лос-Анджелесі протягом 1920-х років, але не отримала наукового ступеня.

## Наука
Починаючи з випуску журналу Amazing у вересні 1941 року, Гансен написала «Наукові таємниці», регулярну колонку науково-популярних статей, яка тривала до 1948 року. У поєднанні з іншими нехудожніми статтями вона написала майже шістдесят статей протягом цього періоду, з'являючись від п'яти до дванадцяти разів на рік. Її перша стаття розповідає про роботу її батька щодо дрейфу континентів. Вона розглядає критику теорії та надає докази, які підтверджують її, наприклад, геологічні безперервності та гомологічні види, які з'являються на різних континентах. Вона представляє галузь дослідників, які працюють разом, щоб «відсунути завіси таємниці з бібліотеки, яка є минулим». Гансен вважає цю серію статей початком свого дослідження того, як різні історії Америки можуть мати спільне походження. 
Гансен не уникала суперечливих питань навколо антропології, оскільки останні сліди наукового расизму зникли в роки перед Другою світовою війною. Наприклад, у статті за липень 1942 року стверджується, що сучасні «стандарти кольору надто поверхневі». Вона зазначає, що форма черепа майя, яка підтверджувала б краніометричне припущення про те, що раси відрізняються культурно через свою відмінну геометрію черепа, не «впливає на їхній інтелект». Хоча вона повідомляє про висновки, які зараз не заслуговують на довіру, як-от ідея про те, що населення Африки є типом, який нещодавно розвинувся, вона чудова тим, що припускає, що африканці не примітивні, а більш розвинені, ніж інші типи людей.
Пізніше Гансен починає експериментувати з псевдонімами. Стаття «Американська таємнича раса індіанських гігантів» з'явилася в грудневому номері журналу Amazing за 1946 рік, і хоча стиль написання був «впізнаваним, як у колумніста Л. Тейлора Гансена», її приписували «вождю Секвої». Друге оповідання вождя Секвої, «Дух бога-змії», з'явилося в журналі Amazing за червень 1948 року. Розповідь «Вогняна стежка», яку приписують навахо Оге-Маке, з'явилася в номері Amazing за січень 1948 року. Вона також приписала друге оповідання Оге-Маке, «Спогади племен про літаючі тарілки», яке з'явилося в іншому журналі, редагованому Палмером, Fate, у номері за вересень 1949 року.
Завершивши огляд індіанських легенд, Гансен опублікувала три науково-популярні книги. Перша, «Деякі міркування та доповнення до гіпотези Тейлора-Вегенера про зміщення континентів» (1946), детально описує розробку теорії дрейфу континентів, запропонованої Френком Берслі Тейлором. Її друга книга «Він ходив по Америці» (1963) є часто цитованою систематикою індіанських легенд, у яких розповідається про світлошкірого пророка. Її остання книга, «Стародавня Атлантика» (1969), досліджує культуру та географію Атлантичного океану та торкається легенди про Атлантиду. 
У 1963 році Гансен написала книгу «Він ходив по Америці». У книзі на основі індіанських легенд, фольклору та міфології йдеться про те, що «білий пророк» відвідав багато різних куточків Америки. Деякі мормони використовували цю книгу як доказ на підтримку Книги Мормона, яка описує християнство, яке практикувалося в стародавній Америці, включно з відвідуванням воскреслого Ісуса Христа.

## Наукова фантастика

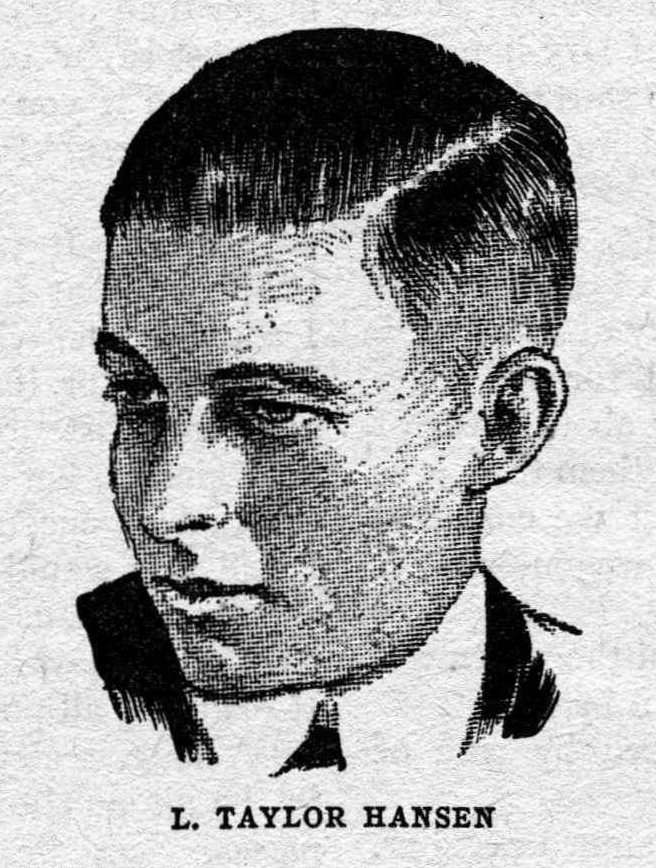
Зображення, яке використовувалося для приховування статі Гансен в Вандер сторіс 1930 року

Хоча науково-фантастична кар'єра Гансен була короткою, вона була однією з перших жінок у жанрі, де домінували автори-чоловіки. Її перше оповідання «Що розкрили лінії натрію» було опубліковано в журналі Г'юго Гансберка Amazing Stories Quarterly взимку 1929 року. Ця історія, хоч і пригода епохи Гернсбека, базується на наукових ідеях, оскільки астроном-любитель виявляє повідомлення в спектрографі. Того ж року в її другому оповіданні «Підводна труба» детально розповідається про підземну цивілізацію, яку знаходять під час розробки пневматичного приміського поїзда між Нью-Йорком і Ліверпулем.
Як стверджував Ерік Лейф Девін, з жінок у ранніх журналах наукової фантастики лише Л. Тейлор Гансен, здається, приховувала свою стать. Підступ був масштабним. Ілюстрація молодого чоловіка, нібито Гансена, з'явилася разом із п'ятим оповіданням Хансен «Місто на хмарі». Гансен продовжила хитрість, заявивши по телефону шанувальнику Форресту Дж. Акерману, що вона не була автором її історій, а лише створила їх для свого брата. Джейн Донаверт припускає, що створення Гансен брата-чоловіка, який мандрував світом, було «ймовірно соціальною кризою», оскільки вона не хотіла порушувати конвенцію про чоловіка-оповідача в науковій фантастиці, і тому її вигадана персона дозволяє їй «захистити себе від соціального несхвалення».
Однак, як повідомляє Девін, факти зустрічі Аккермана і Гансен дещо суперечливі. Лист від Гансен в липневому випуску Вандер сторіс за 1943 рік мав назву «Л. Тейлор Гансен захищається», але Девін стверджує, що це тому, що вона була приватною особою, а не тому, що вона намагалася зберегти довіру. Редактор, Реймонд А. Палмер, мав «невеликі проблеми в роботв з жінками», про що свідчить багато жінок, які публікувалися в Amazing протягом 1940-х років.